# Cyclopsiella anderseni
Cyclopsiella anderseni är en nattsländeart som beskrevs av Kjaerandsen 1997. Cyclopsiella anderseni ingår i släktet Cyclopsiella och familjen smånattsländor. Inga underarter finns listade i Catalogue of Life.